# 오귀스탱 루이 코시
오귀스탱 루이 코시(프랑스어: Augustin Louis Cauchy, 1789년 8월 21일 ~ 1857년 5월 23일)는 프랑스의 수학자이다. 조제프루이 라그랑주, 피에르시몽 라플라스(P. S. Laplace) 등으로 대표되는 18세기의 수학을 19세기적 단계에 올려놓은 프랑스의 대수학자로도 평가된다.

## 생애
프랑스 혁명의 해에 파리에서 태어나 에콜 폴리테크니크(高等理工科學校)에서 공부하고 후에 모교의 교수가 되었다. 당시의 프랑스는 혁명과 반혁명이 교차하는 정치적인 격동기로, 엄격한 가톨릭 신자이고 왕당파였던 코시는 정치적으로 지조를 지키고자 하여 많은 고난을 겪었다.

## 업적
코시의 수학상 업적은 극히 많은데, 가장 큰 공로는 해석학을 엄밀한 기초 위에 올려 놓은 것이다. 무한소라는 애매한 개념상에 있던 미적분을 극한(極限), 연속, 급수의 합 등의 개념을 확립함으로써 합리화시킨 공적이 크다. 또, 실변수의 함수에 정적분의 문제에서 복수변수의 함수의 연구에 손을 대어 복소함수론의 기초정리를 확립했다. 그리고, 그 때까지 계산으로 푸는 것만이 시도(試圖)되던 미분방정식에 대해 해(解)의 존재를 증명했다. 한마디로 말하면 코시는 해석학을 계산에서 논리의 단계로 올려놓았다고 할 수 있다. 이 외에 다음과 같은 업적을 남겼다.
- 오일러-코시 방정식
- 코시-리만 방정식
- 코시 적분 정리
- 코시-슈바르츠 부등식

## 같이 보기
- 연속 함수
- 코시 수열
- 코시 적분 공식